# Куарг
Куа́рг (фр. Couargues) — коммуна во Франции, находится в регионе Центр. Департамент — Шер. Входит в состав кантона Сансер. Округ коммуны — Бурж.
Код INSEE коммуны — 18074.

## География
Коммуна расположена приблизительно в 185 км к югу от Парижа, в 105 км юго-восточнее Орлеана, в 50 км к северо-востоку от Буржа.
Коммуна расположена между берегами реки Луары и Бокового канала Луары.

## Население
Население коммуны на 2008 год составляло 210 человек.
| 1962 | 1968 | 1975 | 1982 | 1990 | 1999 | 2008 |
| ---- | ---- | ---- | ---- | ---- | ---- | ---- |
| 199  | 238  | 224  | 211  | 207  | 228  | 210  |

## Экономика
В 2007 году среди 139 человек в трудоспособном возрасте (15-64 лет) 96 были экономически активными, 43 — неактивными (показатель активности — 69,1 %, в 1999 году было 64,8 %). Из 96 активных работали 89 человек (51 мужчина и 38 женщин), безработных было 7 (2 мужчин и 5 женщин). Среди 43 неактивных 10 человек были учениками или студентами, 23 — пенсионерами, 10 были неактивными по другим причинам.

## Фотогалерея

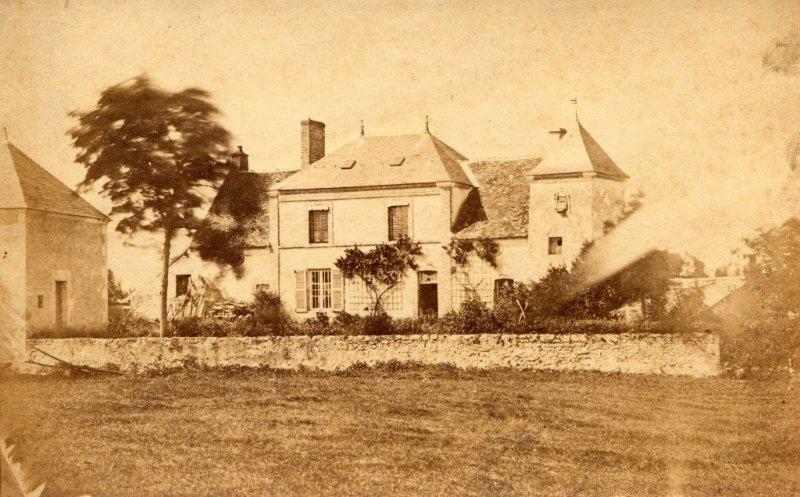
Пресвитерия Сен-Эньян (1874 год)
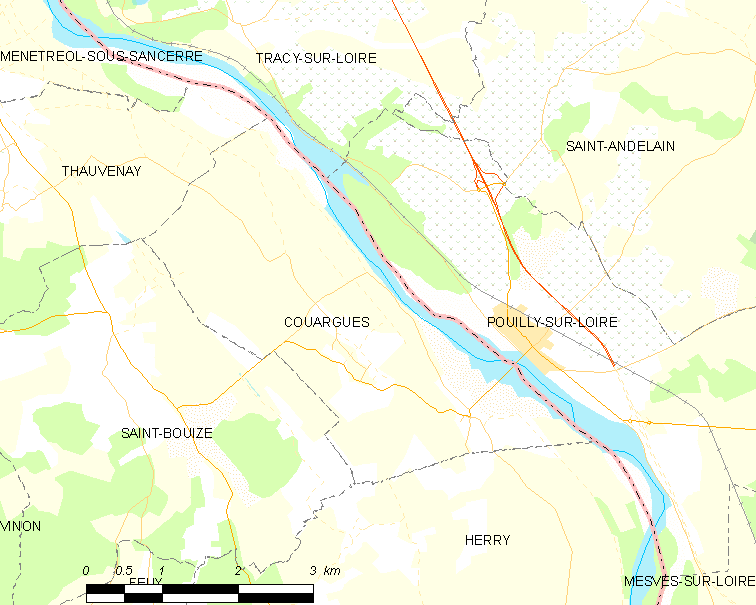
Карта коммуны